# Мельдинская колония сизых чаек
Мельдинская колония сизых чаек — памятник природы регионального (областного) значения Московской области, который включает ценные в экологическом, научном и эстетическом отношении природные комплексы, а также природные объекты, нуждающиеся в особой охране для сохранения их естественного состояния:
- отдельные объекты природы (колония птиц, гигантские муравьиные гнезда);
- участки редких в Московской области хвойных, хвойно-широколиственных и черноольховых лесов;
- места произрастания и обитания редких видов растений и животных, занесенных в Красную книгу Российской Федерации и в Красную книгу Московской области.

Памятник природы основан в 1984 году. Местонахождение: Московская область, Талдомский городской округ, между деревней Мельдино сельского поселения Темповое, садовым некоммерческим товариществом «Живописное», железной дорогой Савеловского направления (ответвление Вербилки — Дубна) и высоковольтной линией электропередачи. Памятник природы состоит из двух участков, расположенных на расстоянии 250 м друг от друга. Общая площадь памятника природы составляет 42,8 га (участок № 1 (северо-западный) — 20,2 га, участок № 2 (юго-восточный) — 22,6 га). Участок № 1 включает часть квартала 15, участок № 2 включает часть квартала 21 Танинского участкового лесничества Талдомского лесничества. Общая площадь охранной зоны памятника природы составляет 125,2 га (участок № I (северо-западный) — 37 га, участок № II (центральный) — 48,5 га, участок № III (юго-восточный) — 39,7 га). Участок № I включает восточную часть квартала 14; участок № II включает части кварталов 8, 15 и 21; участок № III включает часть квартала 21 Танинского участкового лесничества Талдомского лесничества.

## Описание
Территория памятника природы находится в зоне распространения долинно-зандровых и водноледниковых равнин. Равнины представляют собой пониженные плоские заболоченные участки, сложенные торфом мощностью более 1 метра, который подстилается водноледниковыми песками, супесями и озерными отложениями. Поверхности этих равнин располагаются на высотах от 118—120 м над уровнем моря.
Останцовые участки представлены относительно возвышенными (около 122 м над уровнем моря) и незаболоченными участками водноледниковых равнин.
Плоскость рельефа территории местами нарушают биогенные и антропогенные формы рельефа. К последним относятся карьеры и мелиоративные канавы, а также отвалы, примыкающие к ним. Среди крупных зоогенных микроформ рельефа выделяются муравейники, местами достигающие высоты более 1,5 м.
Подавляющая часть участка № 1 памятника природы занята обводненным торфяным карьером. Карьер вытянут с севера-северо-востока на юг-юго-запад, его длина составляет 1 км, ширина — 200 м. Большая часть водного пространства занята непроходимой сплавиной, также на карьере отмечается множество островов в форме гряд — останцов, сохранившихся после торфодобычи. Восточная часть участка № 1 представлена участком мелиорированного верхового болота, находящимся на стадии частичного вторичного заболачивания.
На территории участка № 2 памятника природы представлены останцовые участки относительно возвышенных водноледниковых равнин. Плоские равнинные поверхности сложены водноледниковыми песками и супесями, иногда с прослоями суглинков и подстилаются мореной на глубине 1,5—2 м. Данные участки плохо дренированы, встречаются переувлажненные котловины и западины. В пределах участка № 2, в его западной части расположено два песчаных карьера, длина каждого из которых 120—150 м.
Основной сток в пределах памятника природы осуществляется по сети мелиоративных канав и направлен в ручей Большой, правый приток реки Дубны, бассейна реки Волги.
Почвенный покров территории памятника природы представлен дерново-подзолами глееватыми, перегнойно-гумусово-глеевыми, торфяными олиготрофными деструктивными почвами, сформировавшимися на месте осушенных верховых болот.

### Флора и растительность
Растительные сообщества территории памятника природы в основном заняты сосновыми и смешанными лесами с участием верховых и заболоченных черноолынаников, подвергшихся осушительной мелиорации и находящихся на стадии частичного вторичного заболачивания.
На участке № 1, большую часть которого занимает заросший торфяной карьер, в настоящее время сформировались верховые пушицево-кустарничковые сфагновые болота с сосной на грядах, с вытянутыми сплавинами между ними и по периметру болота. В пределах болота имеются окна открытой воды. К болоту примыкают средневозрастные лесокультуры сосны. Сосна на болоте достигает высоты 3—3,5 м. Единично встречается подрост березы пушистой. Типичные болотные кустарнички (багульник, мирт болотный, подбел, клюква болотная и голубика) сосредоточены в основном на грядах под группами сосен. Из травянистых растений на болоте доминирует пушица влагалищная, осока вздутая и белокрыльник болотный, по берегам — кизляк кистецветный, на сплавинах — росянка круглолистная.
В воде присутствуют сфагновые мхи и кувшинка белоснежная. Вокруг болота проходят дренажные канавы с ряской малой и многокоренником, белокрыльником и осокой ложносытевидной.
В лесокультурах к востоку от карьера произрастают болотные растения — багульник, голубика, имеется достаточно крупная популяция морошки (вид занесен в Красную книгу Московской области).
На участке № 2, состоящем из лесного массива, окружающего два небольших обводненных песчаных карьера, имеются довольно разнообразные типы лесной растительности.
Массивы березово-сосновых чернично-зеленомошных и чернично-долгомошных лесов окружают песчаные карьеры. Кустарниковый ярус в них не развит, а из травяных видов встречаются: майник, кислица, седмичник, ожика волосистая, грушанка малая, щитовник картузианский, плауны булавовидный и сплюснутый, пальчатокоренник Фукса, имеется несколько куртин гудайеры ползучей (вид занесен в Красную книгу Московской области).
Небольшие участки заняты сомкнутыми ельниками с осиной и березой кислично-папоротниково-широкотравными. В древостое, кроме ели, березы пушистой и осины, встречается ольха чёрная. Подрост еловый густой. Из кустарников преобладают крушина ломкая и малина, реже жимолость лесная. В травяном ярусе чередуются участки с доминированием папоротников, пролесника многолетнего, зеленчука, двулепестника альпийского и кислицы. Единично встречаются майник, скерда болотная, седмичник. Из папоротников наиболее распространены: щитовник распростёртый, щитовник картузианский, кочедыжник женский и голокучник Линнея. В наименее нарушенных лесах есть двулепестник альпийский, борец высокий, воронец колосистый. Здесь произрастают несколько куртин венериного башмачка настоящего (вид занесен в Красную книгу Российской Федерации и Красную книгу Московской области), мякотница однолистная (вид занесен в Красную книгу Московской области), а также уязвимые виды растений: тайник яйцевидный, дремлик широколистный и любка двулистная.
Большое количество экземпляров венериного башмачка настоящего, любка двулистная, дремлик широколистный и несколько старых кустов волчеягодника обыкновенного произрастают на опушке елово-осиновоберезового и ольхово-елового леса среди злаков и лугово-лесного разнотравья.
В березово-еловых хвощево-кислично-широкотравных лесах с участием сосны растут хвощ луговой, черника, костяника, звездчатка жестколистная, сныть, чина весенняя, копытень, фиалка лысая, зеленчук, грушанка круглолистная, ветреница лютиковая. В южной части участка № 2 преобладают елово-сосновые леса с участием березы пушистой и ольхи чёрной. Здесь обилен подрост ели и рябины. В травяном покрове доминируют кислица, папоротники, недотрога мелкоцветковая, двулепестник альпийский, фиалка лысая, встречаются крапива, бодяк разнолистный и черника. Развит моховой покров из зеленых мхов.
В обводненных песчаных карьерах, заросших по берегам сплавиной из сфагновых мхов и тростником, растут кувшинка белоснежная и пузырчатка обыкновенная.
В юго-западной части участка № 2 памятника природы встречаются старовозрастные березово-еловые кислично-чернично-вейниково-широкотравные леса, во втором ярусе которых участвуют липа и рябина.
Участки липово-еловых кислично-хвощево-широкотравных старовозрастных лесов с березой и чёрной ольхой встречаются редко на месте осушенных в прошлом черноолынаников. Подлесок практически не выражен. Здесь преобладают влаголюбивые травы, требовательные к богатству почв: крапива, сныть, зеленчук, борец высокий, медуница, кислица и хвощ луговой. Среди этих лесов встречаются средневозрастные еловоберезовые и березово-еловые леса с черникой, таёжным мелкотравьем, зелеными мхами, вейником лесным с участками мертвопокровных, около старых пней встречается изредка линнея северная.
В центральной и южной частях участка № 2 имеются заболоченные старовозрастные черноолынаники влажнотравные. К ольхе примешивается береза пушистая. Из кустарников встречается смородина чёрная. В травяном ярусе обильны: кочедыжник женский, белокрыльник болотный и различные осоки. Встречаются: таволга вязолистная, фиалка лысая, цикута, тростник южный, крапива, зюзник европейский, паслен сладко-горький, калужница болотная, тиселинум болотный, шлемник болотный, манник плавающий, изредка — турча болотная и цинна широколистная (оба вида занесены в Красную книгу Московской области).
Черноольшаник с участием ели в южной части участка № 2 памятника природы сменяется к северу ельником с участием ольхи чёрной кислично-влажнотравно-папоротниковым. Здесь многочисленны: двулепестник альпийский и кислица обыкновенная.

### Фауна
Животный мир памятника природы отличается хорошей сохранностью и репрезентативностью для природных сообществ Московской области. На рассматриваемой территории обитает 61 вид позвоночных животных, относящихся к 17 отрядам пяти классов, в том числе 1 вид рыб, 4 вида амфибий, 3 вида пресмыкающихся, 41 вид птиц и 12 видов млекопитающих.
Единственным обитающим здесь видом рыб является серебряный карась, обитающий в карьерах на участке № 2.
В пределах территории памятника природы можно выделить четыре основных зоокомплекса (зооформации) наземных позвоночных животных: зооформация водно-болотных местообитаний, зооформация хвойных лесов, зооформация лиственных лесов и зооформация открытых местообитаний.
Основу фаунистического комплекса наземных позвоночных животных территории Участка № 1 памятника природы составляют виды, характерные для водно-болотных местообитаний, также имеются и лесные виды. На территории участка № 2 памятника природы преобладают виды лесных местообитаний (67 % зарегистрированных видов наземных животных), виды лугово-полевых местообитаний (16 %) и виды водно-болотного комплекса (17 %).
Зооформация водно-болотных местообитаний, представленная преимущественно на территории участка № 1 памятника природы, связана с обводненным торфяным карьером и мелиоративными канавами. На участке № 2 представители этой фауны связаны преимущественно с обводненными песчаными карьерами в западной части участка.
На торфяном карьере участка № 1 располагается колония сизых чаек, составляющая около 25-30 гнездящихся пар. Чайки гнездятся на островах в центральной обводненной части карьера. Период пребывания птиц в месте гнездования продолжается с весны до второй половины июля (до вылета из гнезда птенцов).
На участке № 1 зафиксированы прыткая ящерица и обыкновенная гадюка (оба вида занесены в Красную книгу Московской области).
Среди других птиц в этих биотопах встречаются: кряква, чирок-трескунок, серая цапля, речной сверчок, белая трясогузка.
В этих местообитаниях довольно многочисленны лягушки: остромордая, травяная и прудовая. Среди млекопитающих здесь встречается речной бобр.
Представители лесных зооформаций наиболее полно представлены на территории участка № 2 памятника природы. На участке № 1 встречаются в основном лишь представители зооформации хвойных (преимущественно сосновых) лесов.
Основу населения во всех типах хвойных лесов территории составляют такие виды, как желна, зяблик, пеночка-весничка, пеночка-теньковка, певчий дрозд, желтоголовый королек, обыкновенный снегирь, обыкновенный поползень, буроголовая гаичка, ворон, обыкновенная бурозубка, лесная куница, барсук, рыжая полевка, обыкновенная белка, заяц-беляк. Преимущественно к участкам старых ельников привязаны такие виды, как серая жаба, рябчик и крапивник. На участках светлых сосновых лесов зафиксировано обитание лесного конька, сойки и серой мухоловки. Пресмыкающиеся представлены живородящей и прыткой ящерицами, а также обыкновенной гадюкой. Также в сосновом лесу на берегу небольшого песчаного карьера в западной части участка № 2 встречены скопления гигантских гнезд рыжего лесного муравья, некоторые из которых достигают в высоту 1,5—1,8 м.
Фауна лиственных и смешанных лесов наиболее представлена на территории участка № 2 памятника природы. Среди её представителей выделяются следующие виды: остромордая и травяная лягушки, обыкновенная кукушка, обыкновенный соловей, рябинник, белобровик, певчий дрозд, зарянка, зяблик, черноголовая славка, пеночка-весничка, пеночка-трещотка, иволга, длиннохвостая синица, большая синица, обыкновенная лазоревка, обыкновенная пищуха, мухоловка-пеструшка, европейская косуля, заяц-беляк и др. Среди беспозвоночных животных зафиксирована голубая орденская лента, или голубая ленточница (уязвимый вид).
Представители зооформации открытых местообитаний на территории памятника природы немногочисленны и встречаются на обоих его участках.
По лесным полянам и опушкам территории обычны: коростель, канюк, обыкновенная овсянка, лесной конек, обыкновенная сорока. Среди млекопитающих в этих сообществах наиболее часто встречается европейский крот.
Во всех типах природных сообществ обследованной территории встречаются: тетеревятник, перепелятник, большой пестрый дятел, обыкновенная лисица, лось, кабан.

### Охранная зона
Территория охранной зоны памятника природы занята долинно-зандровыми и водноледниковыми равнинами, отличающимися крайне ровным рельефом и незначительным перепадом высот (118—123 м над уровнем моря). Уклоны не превышают 1—2°. Эрозионные процессы не выражены.
В границах охранной зоны, занятой преимущественно осушенными болотными массивами, создана разветвленная сеть мелиоративных канав и каналов. Система мелких канав представлена на участках № I и II охранной зоны. Канавы направлены с запада на восток и проложены параллельно друг другу с двух сторон от обводненного карьера на участке № 1 памятника другу с двух сторон от обводненного карьера на участке № 1 памятника природы. Многочисленные мелкие канавы впадают в более крупные. В пределах охранной зоны крупнейшие канавы имеют несколько основных направлений: с севера-северо-востока на юг-юго-запад, с запада на восток, а также с северо-запада на юго-восток. Их глубина достигает 1,5—1,8 м, ширина по бровкам — 3—5 м. Отвалы канав достигают 1,5—1,8 м в высоту. В восточных частях участков № II и № III охранной зоны канавы запружены, а прилегающие территории заболочены в результате деятельности бобров, создающих плотины. Вся мелиоративная система, стекаясь в одну канаву к востоку от охранной зоны, впадает в ручей Большой, протекающий в северо-восточном направлении и впадающий в реку Дубну.
В почвенном покрове на территории охранной зоны преобладают торфяные олиготрофные деструктивные почвы и перегнойно-гумусово-глеевые почвы. Местами на водноледниковых песках и супесях сформированы дерново-подзолы подтипа глееватые.
На территории охранной зоны произрастают разнообразные типы лесов (сосняки, ельники, черноолынаники, мелколиственные леса, лесные культуры), а также луга.
Части охранной зоны, примыкающие с запада и востока к участку № 1 памятника природы, представлены сосновыми средневозрастными лесокультурами с участием сосны, березы, ели, багульника, голубики, пушицы, таёжных и дубравных видов трав и вереска.
Елово-березовые с подростом ели и участием сосны чернично-долгомошные с пятнами сфагновых леса чередуются на участке № II охранной зоны с березово-сосновыми и сосново-березовыми чернично-зеленомошными, елово-березово-сосновыми и елово-сосново-березовыми орляково-вейниково-черничными зеленомошными.
Массивы березово-сосновых чернично-зеленомошных и чернично-долгомошных лесов развиты на участках № I и № II охранной зоны. Естественный березово-сосновый спелый лес с елью во втором ярусе чернично-бруснично-зеленомошный находится в северной части участка № II охранной зоны.
Ельники с березой и подростом ели кислично-папоротниковые отличаются присутствием таёжных видов растений. Среди ельников отмечены участки елово-пушистоберезовых лесов с участием сосны и ольхи чёрной, реже осины с подростом ели кислично-папоротниковоширокотравных. В березово-еловых хвощево-кислично-широкотравных лесах с участием сосны растут таёжные травы и широкотравье.
На прогалинах среди зарослей скерды болотной, сивца лугового, хвоща лугового и щучки дернистой встречаются пальчатокоренник Фукса и купальница европейская.
В восточной части участка № II охранной зоны развиты черноольховоберезовые влажнотравные леса с елью. Здесь обильны виды низинных болот и черноолынаников. В черноолынанике влажнотравном с елью и черемухой на участке № III охранной зоны встречаются: ива пятитычинковая, хмель, смородина чёрная. Среди трав обильны типичные растения черноолынаников.
На заболоченном разнотравно-влажнотравно-серовейниковом лугу в северной части участка № III охранной зоны обильны виды лугового разнотравья и лесного высокотравья.
Основу фаунистического комплекса наземных позвоночных животных составляют виды лесных местообитаний; виды лугово-полевых местообитаний и виды водно-болотного комплекса, которые имеют небольшую долю в видовом составе. На территории охранной зоны представлены те же зооформации, что и на территории памятника природы, за исключением зооформации водно-болотных местообитаний.
Территория имеет важное значение для наземных позвоночных, обеспечивая возможность свободного перемещения животных между различными участками памятника природы, поддерживая тем самым единство фауны и устойчивость природных сообществ территории памятника природы.

## Объекты особой охраны памятника природы
Охраняемые экосистемы: ельники с осиной и березой кислично-папоротниково-широкотравные, верховые пушицево-кустарничковые сфагновые болота с сосной в сочетании с водоемами зарастающих торфяных карьеров, березово-сосновые бруснично-чернично-зеленомошные и чернично-долгомошные леса, липово-еловые кислично-хвощево-широкотравные леса с березой и чёрной ольхой, черноолынаники влажнотравные с участием березы пушистой, ели и черемухи.
Ценные природные объекты: гнездовая колония сизых чаек и скопления гигантских гнезд рыжих лесных муравьев.
Места произрастания и обитания охраняемых в Московской области, а также иных редких и уязвимых видов растений и животных, зафиксированных на территории памятника природы, перечисленных ниже, а также барсука и европейской косули.
Охраняемые в Московской области, а также иные редкие и уязвимые виды растений:
- виды, занесенные в Красную книгу Российской Федерации и в Красную книгу Московской области: венерин башмачок настоящий;
- виды, занесенные в Красную книгу Московской области: баранец обыкновенный, турча болотная, мякотница однолистная, или стагачка, гудайера ползучая, морошка;
- виды, являющиеся редкими и уязвимыми таксонами, не внесенные в Красную книгу Московской области, но нуждающиеся на территории Московской области в постоянном контроле и наблюдении: пальчатокоренник Фукса, тайник яйцевидный, дремлик широколистный, любка двулистная, волчеягодник обыкновенный, или волчье лыко, кувшинка белоснежная, плаун сплюснутый и плаун булавовидный.

Охраняемые в Московской области, а также иные редкие и уязвимые виды животных:
- виды, занесенные в Красную книгу Московской области: обыкновенная гадюка и прыткая ящерица;
- виды, являющиеся редкими и уязвимыми таксонами, не внесенные в Красную книгу Московской области, но нуждающиеся на территории Московской области в постоянном контроле и наблюдении: голубая орденская лента.